# För att du kom
För att du kom är en psalm vars text är skriven av Federico J Pagura och Holger Lissner och översatt till svenska av Holger Lissner och Tomas Boström. Musiken är skriven av Homero R Perera. 
Musikarrangemanget i Psalmer i 2000-talets koralbok är gjort av Willy Egmose.

## Publicerad som
- Nr 870 i Psalmer i 2000-talet under rubriken "Jesus Kristus - människors räddning".